# Tanya O'Callaghan
Tanya O'Callaghan (Mullingar, 1 de abril de 1986) es una bajista irlandesa, reconocida principalmente por su trabajo con Whitesnake, Puscifer, Dee Snider y Bruce Dickinson.

## Carrera
Proveniente de la localidad de Mullingar, O'Callaghan inició su carrera como bajista en varias agrupaciones en su natal Irlanda. Radicada en los Estados Unidos, tuvo la oportunidad de presentarse en vivo con artistas y bandas como Maynard James Keenan, Dee Snider, Steven Adler, Nuno Bettencourt y Sharon Corr, entre otros.
Como miembro de la banda Puscifer, participó en la grabación de los discos "C" Is for (Please Insert Sophomoric Genitalia Reference Here) y Conditions of My Parole. En 2018 apareció acreditada como bajista en el disco For the Love of Metal de Dee Snider, y en noviembre de 2021 fue anunciada como la nueva bajista de la agrupación Whitesnake, en reemplazo de Michael Devin. De acuerdo con David Coverdale, la escogieron luego de verla actuar en la banda de Steven Adler durante el festival M3 de 2019.
En noviembre de 2023 se anunció que O'Callaghan haría parte de la gira soporte del álbum The Mandrake Project del cantante Bruce Dickinson.

## Vida personal
O'Callaghan es vegana y activista por los derechos de los animales. Desde 2023 participa junto con el cantante estadounidense Derrick Green en la serie Derrick & Tanya's Highway to Health, en la que recorren diversos lugares del mundo en búsqueda de opciones de alimentación veganas.

## Discografía

### Con Puscifer
- 2010 - "C" Is for (Please Insert Sophomoric Genitalia Reference Here)
- 2011 - Conditions of My Parole

### Con Dee Snider
- 2018 - For the Love of Metal

### Con Bruce Dickinson
- 2023 - Bruce Dickinson & Orchestra: A Tribute to John Lord

## Filmografía
- 2023 - Derrick & Tanya's Highway to Health